# Pagsanghan
Pagsanghan è una municipalità di quinta classe delle Filippine, situata nella Provincia di Samar, nella regione di Visayas Orientale.
Pagsanghan è formata da 13 baranggay:
- Bangon
- Buenos Aires
- Calanyugan
- Caloloma
- Cambaye
- Canlapwas (Pob.)
- Libertad
- Pañge
- San Luis
- Santo Niño
- Viejo
- Villahermosa Occidental
- Villahermosa Oriental